# Głowaczów
Głowaczów è un comune rurale polacco del distretto di Kozienice, nel voivodato della Masovia.
Ricopre una superficie di 186,26 km² e nel 2004 contava 7 400 abitanti.